# Parabryophila edobasis
Parabryophila edobasis là một loài bướm đêm trong họ Noctuidae.